# Lembeye
Lembeye (in occitano Lenveja) è un comune francese di 790 abitanti situato nel dipartimento dei Pirenei Atlantici nella regione della Nuova Aquitania. Appartiene, da sempre, alla regione storica del Béarn.

## Società

### Evoluzione demografica
Abitanti censiti

## Comune gemellate
- Alzey, con a frazione di Alzey-Weinheim,  Rheinhessen, dal 1980